# Mouvement des avocats
Vous lisez un « bon article » labellisé en 2015.
Le mouvement des avocats (Lawyers' Movement), le mouvement pour la restauration de l'ordre judiciaire (Movement for the Restoration of Judiciary) ou le mouvement des robes noires (Black Coat Protests) sont les noms donnés à un mouvement populaire de contestations lancé par les avocats et juges du Pakistan en réponse à des mesures prises par le président Pervez Musharraf. Il dure de mars 2007 à mars 2009. 
Le mouvement proteste contre la révocation de juges des Hautes Cours et de la Cour suprême du Pakistan, dont le juge en chef Iftikhar Muhammad Chaudhry par le président de la République Pervez Musharraf. Il dénonce également la violation de la Constitution du Pakistan par le pouvoir exécutif, la concentration des fonctions de chef de l’État et de chef des armées dans les mains de la même personne et se bat plus largement en faveur de l'État de droit et de la démocratie.
Sans être à l'origine du mouvement, de nombreux partis politiques d'opposition s'y joignent à différents moments. Les plus importants sont le Mouvement du Pakistan pour la justice, la Ligue musulmane du Pakistan (N) et le Parti du peuple pakistanais.
Le mouvement débute en mars 2007 quand les juges sont révoqués et continue en novembre 2007 quand Pervez Musharraf décrète l'état d'urgence et suspend ainsi la Constitution. Malgré la victoire de l'opposition aux élections législatives de février 2008 et la démission de Pervez Musharraf, la mobilisation continue car le nouveau pouvoir ne cède pas sur les principales exigences du mouvement. Ce dernier prend fin en mars 2009 avec le rétablissement des derniers juges révoqués, notamment celui d'Iftikhar Muhammad Chaudhry au poste de juge en chef.

## Contexte

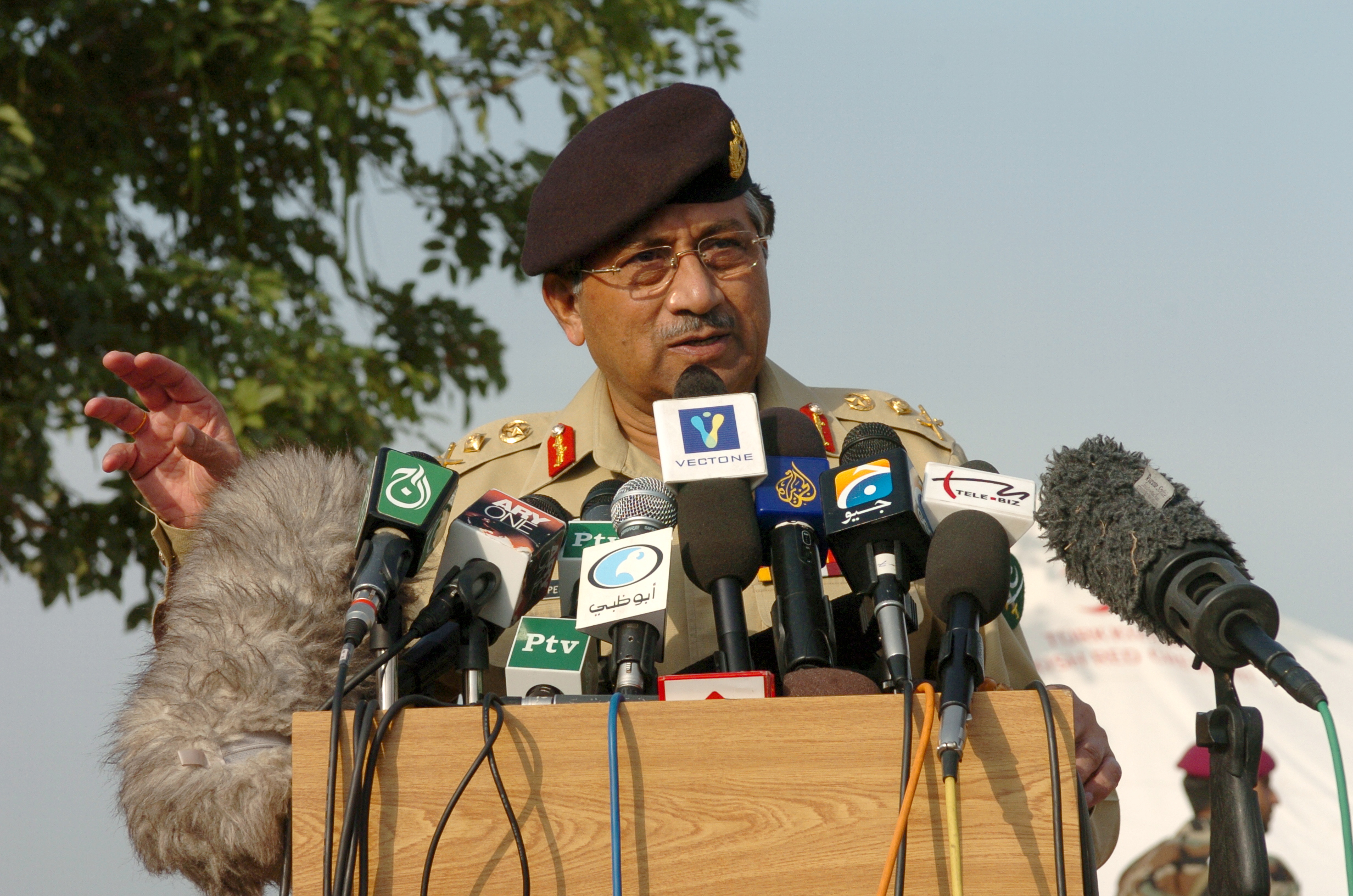
Le président et général Pervez Musharraf en 2005, alors qu'il cumule encore les postes de chef de l’État et de chef de l'armée.

Le mouvement débute immédiatement après le renvoi, par le président de la République Pervez Musharraf, du juge en chef de la Cour suprême Iftikhar Muhammad Chaudhry, le 9 mars 2007. Chaudhry avait pourtant été nommé par Musharraf lui-même à la Cour suprême en 2000, peu après le coup d’État militaire du 12 octobre 1999 qui le mène au pouvoir en renversant le gouvernement civil de Nawaz Sharif. Comme les autres juges, Chaudhry avait alors approuvé la légalité de l'ordre constitutionnel provisoire de 2000 — qui légitimait le coup d’État — ainsi que le décret de 2002 — qui réformait la Constitution en élargissant considérablement les pouvoirs du président — et rejeté les recours contestant la légalité de ces actes. Le président avait nommé Chaudhry juge en chef le 30 juin 2005, probablement dans l'espoir d'obtenir encore son soutien.
Pourtant, sous la présidence de Chaudhry, la Cour suprême fait preuve d'une indépendance nouvelle, n'hésitant pas à s'autosaisir de nombreux cas et jugeant notamment illégal le cumul des postes de président de la République et chef de l'armée pakistanaise par Musharraf. La Cour s'intéresse également durant cette période aux dossiers des « personnes disparues » (des suspicions de disparitions forcées dans le cadre des opérations de contre-insurrection que mène l'armée pakistanaise au Baloutchistan) ainsi qu'à la privatisation de la Pakistan Steel Mills, vendue à un prix jugé avantageux au Premier ministre de Musharraf, Shaukat Aziz.

## Historique

### Opposition à Musharraf

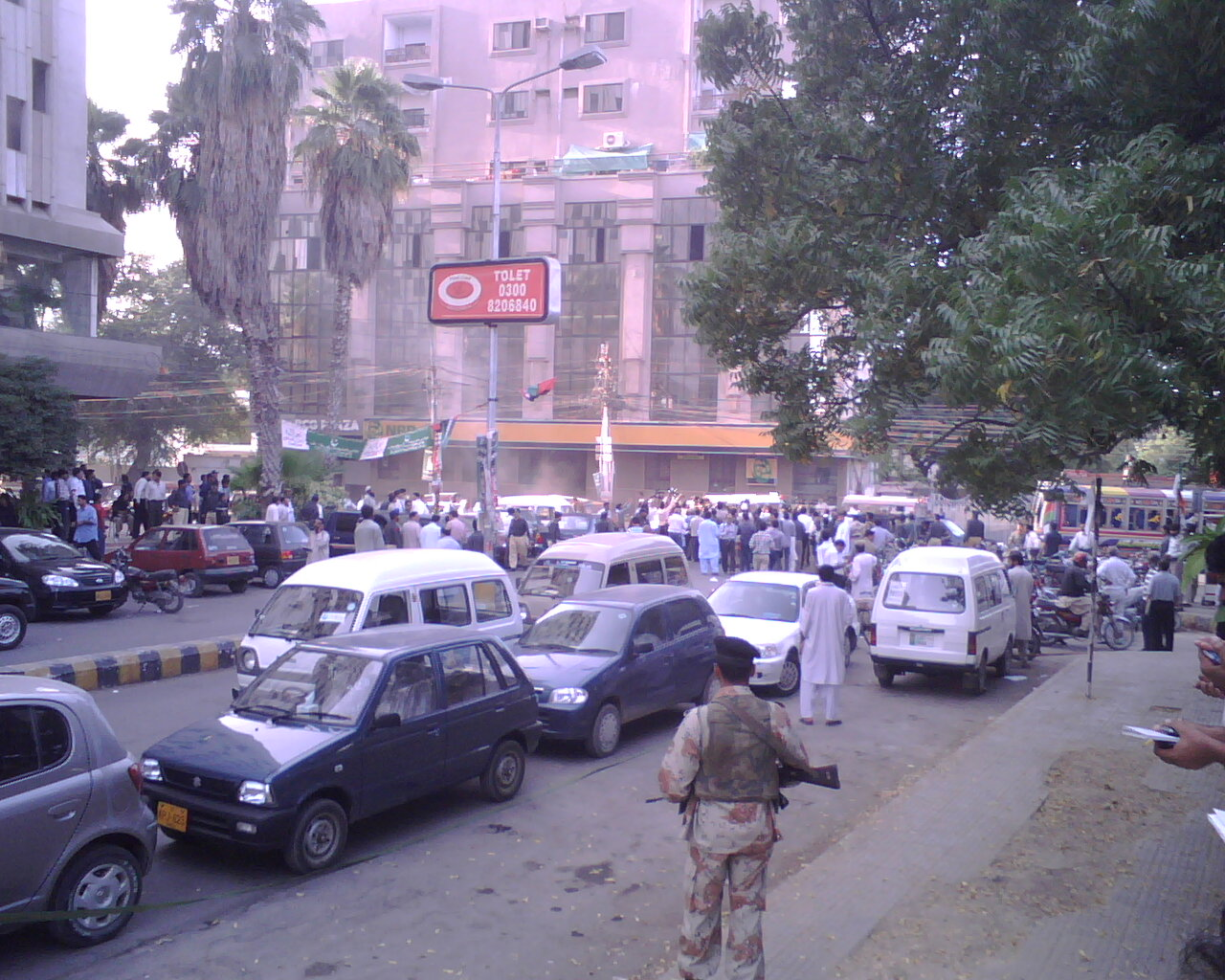
Policier et manifestation du mouvement, à Karachi en novembre 2007.

Le mouvement réunit d'abord principalement des avocats qui protestent contre une révocation qu'ils jugent attentatoire à l'indépendance de la justice et en violation de la Constitution. Ils forment un mouvement appelé Adliya Bachao Tehreek (« Sauver la justice »), qui mobilise jusqu'à 80 000 personnes et parvient à souder une profession généralement divisée entre « libéraux » et « religieux ». En effet, le juge en chef de la Cour suprême est protégé par la Constitution qui prévoit son retrait la veille de ses 65 ans et sa révocation seulement pour « absence ou incapacité d'accomplir sa tâche ». Dans cette lutte, le réseau des associations du barreau joue un grand rôle, notamment à Lahore, principal fief du mouvement avant qu'il se répande dans plusieurs grandes villes du pays, dont Rawalpindi, Karachi et Peshawar. Iftikhar Muhammad Chaudhry prononce notamment un discours à Rawalpindi le 13 mars et un autre à Islamabad le 5 mai où il est accueilli par près de 50 000 personnes, puis à Karachi le 12 mai et de nouveau à Islamabad le 26 mai. Le premier acte du mouvement prend fin le 20 juillet, quand le Conseil judiciaire suprême invalide la décision de Musharraf et réinstalle Chaudhry au poste de juge en chef,.
Le mouvement se réactive en novembre 2007, alors que Pervez Musharraf décrète l'état d'urgence le 3 novembre et suspend la Constitution en invoquant la situation sécuritaire dégradée et la multiplication des attentats dans le cadre de l'insurrection islamiste dans le Nord-Ouest. La majorité des juges de la Cour suprême et 24 juges de Hautes Cours refusent de prêter serment au nouvel ordre constitutionnel provisoire, alors que l'action du chef de l’État est vu comme un moyen d'éviter que sa réélection controversée ne soit jugée illégale en raison du cumul avec ses fonctions de chef de l'armée. La Cour suprême suspend par ailleurs l'ordonnance nationale de réconciliation négociée entre le pouvoir et l'opposition et qui prévoit une amnistie pour des hommes politiques et fonctionnaires accusés de corruption. Musharraf met ensuite en place de nouveaux juges à la Cour suprême, excluant de nouveau Chaudhry. Face à la contestation, de nombreux juges réfractaires sont révoqués de leurs fonctions — voire parfois arrêtés et emprisonnés — dont Chaudhry lui-même. La pression du mouvement ne baissant pas, Musharraf finit par démissionner de son poste militaire le 28 novembre et met fin à l'état d'urgence le 15 décembre. Le mouvement marque ensuite une pause à l'approche des élections législatives de février 2008. 

### Relance du mouvement

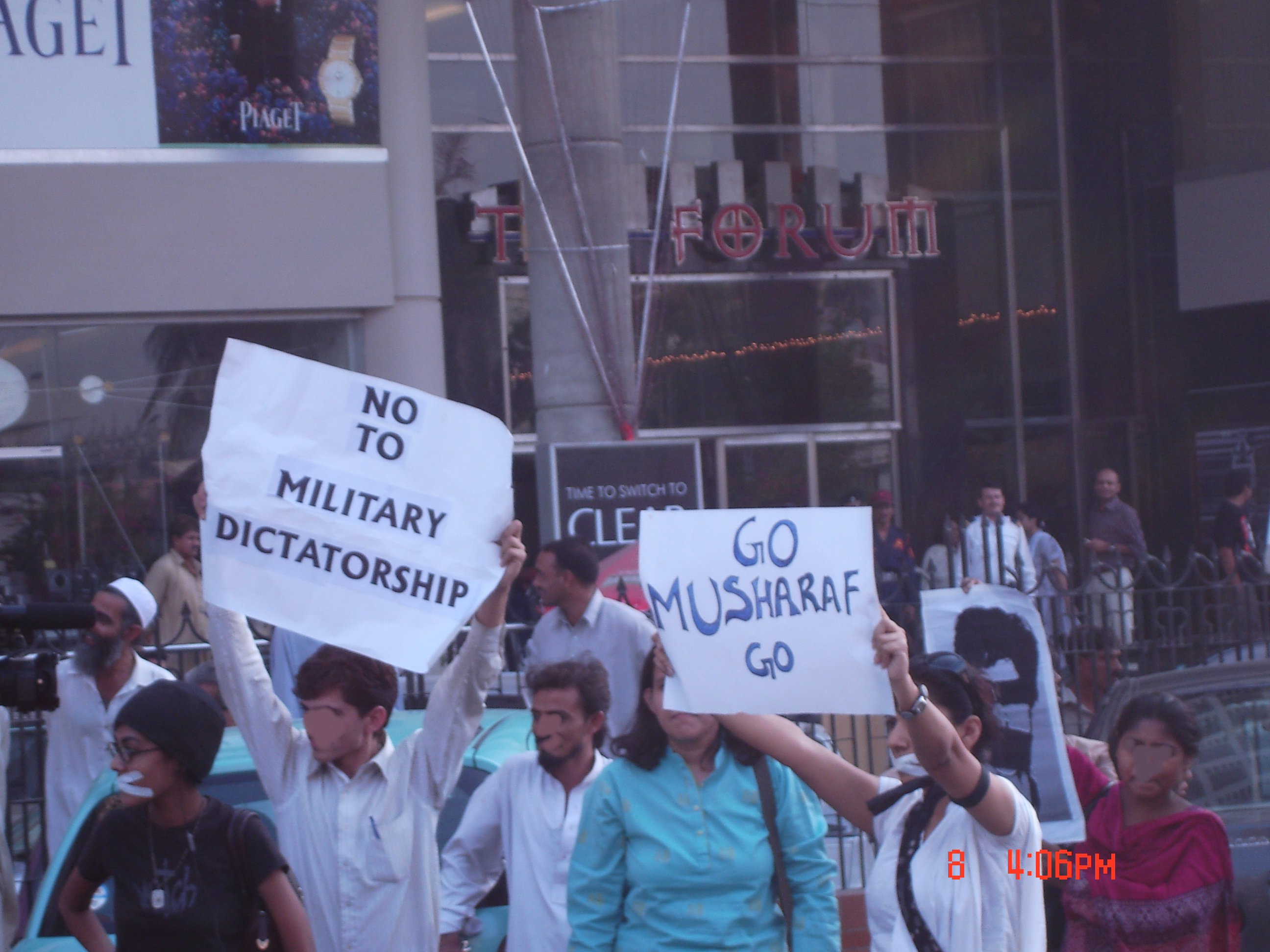
Manifestants demandant le départ de Musharraf.

Les élections législatives de février 2008 suscitent un espoir parmi les partisans du mouvement, puisqu'elles aboutissent à la défaite du parti soutenant Musharraf, la Ligue musulmane du Pakistan (Q), et à la victoire du Parti du peuple pakistanais, dont l'ancienne dirigeante Benazir Bhutto, assassinée le 27 décembre 2007, avait promis la réintégration des juges révoqués, tout comme Nawaz Sharif, dont la Ligue musulmane du Pakistan (N) est arrivée seconde. L'élection conduit rapidement à la formation d'un gouvernement puis à la démission du président Pervez Musharraf en juillet sous la pression du Parlement. Le nouveau gouvernement fait alors un geste en mettant fin à la résidence surveillée de Chaudhry le 24 mars puis en restaurant 58 des 64 juges révoqués. Toutefois, le nouveau président, Asif Ali Zardari, ne restaure pas dans leurs fonctions les derniers juges révoqués, dont Chaudhry au poste de juge en chef, malgré les promesses de son parti, entrainant ainsi le départ du parti de Nawaz Sharif de la coalition gouvernementale. Il faut à ce titre noter que Zardari étant bénéficiaire de l'ordonnance nationale de réconciliation, il peut redouter que la Cour présidée par Chaudhry ne l'annule à nouveau, permettant la réouverture d'enquêtes pour corruption contre lui.
Le mouvement reprend en mai et juin 2008, puis surtout en janvier 2009 quand les meneurs du mouvement lancent une pétition, bien que les milieux juridiques soient désormais divisés entre poursuite du mouvement et soutien au nouveau gouvernement. Les choses s’accélèrent en mars, quand Nawaz Sharif, devenu leader de l'opposition, annonce la formation d'une « longue marche » partant de Lahore le 15 mars pour rallier la capitale Islamabad et qui réunit des milliers de personnes. Finalement, dans la nuit du 15 au 16, le président Zardari annonce la restauration des derniers juges, dont celle de Chaudhry au poste de juge en chef.

## Répression

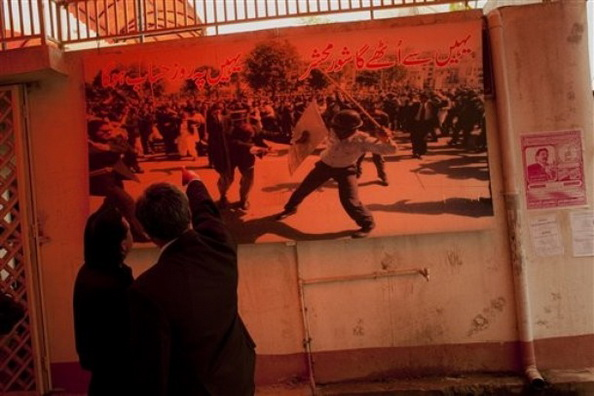
Affiche de promotion du mouvement montrant une manifestation chargée par des policiers anti-émeute.

Pendant la présidence de Musharraf, le mouvement connait à divers moments des répressions violentes et des affrontements avec des partisans gouvernementaux. La répression se caractérise souvent par des arrestations de militants ou d'hommes de loi, accompagnées d'interrogatoires musclés ou de tortures, des dispersions de manifestations au gaz lacrymogène et des prises de contrôle de bâtiments faisant des dizaines de blessés et des affrontements causant des morts.
La première manifestation qui dégénère se déroule le 5 mai 2007 à Sahiwal quand la police charge une manifestation et fait cinquante blessés parmi les protestataires. De même, l'utilisation alléguée de projectiles incendiaires par les forces de l'ordre aurait grièvement brulé treize personnes. La journée la plus violente est celle du 12 mai à Karachi durant laquelle des affrontements éclatent entre les manifestants du mouvement des avocats et ceux du parti localement majoritaire, le Mouvement Muttahida Qaumi, le tout dans un contexte d'affrontements politiques violents récurrents dans cette ville. Les heurts font une quarantaine de morts et sept avocats sont également brulés dans l'attaque de leur local. Des médias supposés favorables au mouvement sont aussi attaqués et la principale chaine d'information privée Geo News est notamment suspendue d'antenne plus de deux mois à partir du 3 novembre 2007. C'est à cette date que le président Musharraf décrète l'état d'urgence et que la répression se renforce, entrainant l'arrestation de nombreux meneurs du mouvement, comme Iftikhar Muhammad Chaudhry et Asma Jahangir qui sont placés en résidence surveillée. La situation se détend ensuite nettement à partir de la fin de l’état d'urgence le 15 décembre dans le contexte de la campagne électorale. Chaudhry est libéré en mars 2008 par Youssouf Raza Gilani, chef du nouveau gouvernement victorieux des élections législatives. Cela n’empêche pourtant pas ce gouvernement d'effectuer lui aussi des arrestations de partisans du mouvement quand celui-ci se relance début 2009.

## Conséquences

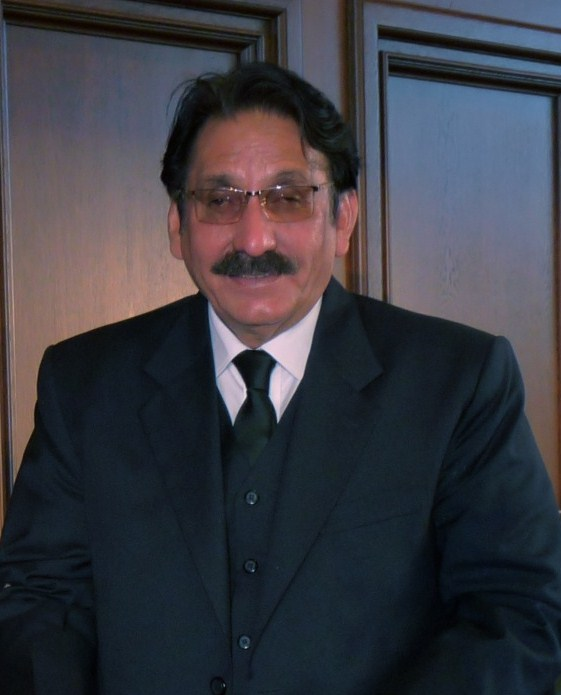
Iftikhar Muhammad Chaudhry, en novembre 2008.

Le mouvement et la réinstallation d'Iftikhar Muhammad Chaudhry au poste de juge en chef de la Cour suprême laisse place, de 2009 à 2012, à une période de confrontation entre d'un côté le pouvoir judiciaire et de l'autre le gouvernement de Youssouf Raza Gilani. Le politologue français Christophe Jaffrelot emploie alors l'expression « activisme judiciaire » en référence à la volonté des juges de s'impliquer dans des affaires politiques. Le président Asif Ali Zardari craint en effet que l'ordonnance nationale de réconciliation ne soit annulée alors qu'il en est lui-même bénéficiaire. Celle-ci vise à amnistier de nombreux hommes politiques pour des accusations de corruption liées à des faits situés entre le 1er janvier 1986 et le 12 octobre 1999 (soit entre deux régimes militaires) et a été suspendue par la Cour suprême en octobre 2007 sous la présidence Chaudhry,.
En effet, dès le 16 décembre 2009, l'ordonnance est déclarée inconstitutionnelle par la Cour et donc abrogée. À la suite de quoi, les juges enjoignent au gouvernement de demander aux autorités suisses la réouverture d'une enquête visant des comptes bancaires de la famille Zardari-Bhutto dans ce pays, ce que le Premier ministre refuse de faire, invoquant l'immunité dont bénéficie le président de la République. Réitérant plusieurs fois ses injonctions sans succès, la Cour suprême inculpe finalement Youssouf Raza Gilani d'outrage à la cour (Contempt of court) le 13 février 2012. Le 26 avril, il est reconnu coupable d'outrage et condamné à une peine symbolique (être retenu dans la Cour suprême le temps de la lecture de l'acte et de la levée de l'audience), alors que la peine maximale encourue est de six mois de prison. Après de nouvelles injonctions de la Cour ignorées par le gouvernement, le Premier ministre est reconnu inapte et démis de ses fonctions par les juges le 19 juin. Le président et son parti acceptent finalement cette décision et Gilani est remplacé par Raja Pervez Ashraf. La Cour lui adresse alors la même injonction et, face à son refus, ordonne son arrestation qui n'est pas exécutée par les autorités. Le conflit s’apaise finalement quand Mir Hazar Khan Khoso est nommé Premier ministre par intérim, en vue des élections législatives de mai 2013.
Ce conflit a contribué à affaiblir le gouvernement du Parti du peuple pakistanais. Certains hommes politiques et hommes de loi anciennement partisans du mouvement, par exemple Asma Jahangir, dénoncent ce qu'ils considèrent comme un acharnement de nature anti-démocratique contre un gouvernement élu. D'autres juristes condamnent l'interprétation faite par les juges d'« outrage à la cour », y voyant une atteinte à la liberté d'expression, et critiquent dans une autre affaire l'empiètement sur les compétences de la Commission électorale du Pakistan. Toutefois, l'action de la Cour ne s'est pas seulement concentrée contre le gouvernement, mais aussi contre la puissante armée pakistanaise, que ce soit dans l'affaire des « personnes disparues », mais aussi dans l'ouverture d'une enquête visant l'ancien chef de l'armée Mirza Aslam Beg pour organisation supposée de fraudes électorales et financement occulte lors des élections législatives de 1990, qui ont vu la victoire de Nawaz Sharif.